# Mexichthonius exoticus
Mexichthonius exoticus är en spindeldjursart som beskrevs av William B. Muchmore 1996. Mexichthonius exoticus ingår i släktet Mexichthonius och familjen käkklokrypare. Inga underarter finns listade i Catalogue of Life.